# Juan José Zubieta Zubeldia
Juan José Zubieta Zubeldia (Lecumberri, 1 de agosto de 1965) es un miembro de la organización terrorista ETA. Perteneció al comando Nafarroa y al comando Barcelona, y fue detenido en Llissá de Munt tras cometer el atentado contra la casa-cuartel de Vich junto con los otros dos integrantes del comando, que murieron en un tiroteo con la policía. Condenado a 1311 años de cárcel, fue excarcelado del centro penitenciario de Monterroso, en Lugo, el 20 de noviembre de 2013, tras 22 años en prisión, en virtud de la sentencia del Tribunal Europeo de Derechos Humanos que derogaba la llamada doctrina Parot.

## Biografía

### Comando Nafarroa
En mayo de 1988 se incorporó, junto a Javier Goldaraz Aldaya, al comando Nafarroa de ETA, compuesto por Juan María Lizarralde, Heavy, Susana Arregi y Germán Rubenach, y comenzó su participación como activista de la organización terrorista. Durante este período realizaron dos atentados con coche-bomba en Estella y Pamplona, y un ataque a un cuartel de la Guardia Civil en Alsasua, con un saldo total de 3 muertos y 11 heridos.
El 24 de noviembre de 1989 el comando secuestra al industrial Adolfo Villoslada, liberado 84 días después previo pago de un rescate de 350 millones de pesetas. Zubieta trabajaba en la empresa de Villoslada y facilitó toda la información necesaria para el secuestro del empresario.
El 25 de junio de 1990 se producen los sucesos de la Foz de Lumbier, un enfrentamiento armado entre tres miembros del comando y efectivos de la Guardia Civil, que se salda con un sargento de la Benemérita muerto y el suicidio, según la versión oficial, de Lizarralde y Arregi, además de la detención de Rubenach, con lo que el comando queda desarticulado. Zubieta, que había transportado a sus tres compañeros hasta la Foz de Lumbier, consiguió huir y refugiarse en Francia.

### Comando Barcelona
Regresa a España en marzo de 1991 para incorporarse al comando Barcelona, que había comenzado una ola de atentados en la Ciudad Condal, con gran protagonismo internacional por la celebración, en 1992, de los Juegos Olímpicos de Barcelona. El comando queda formado por Zubieta, Jon Félix Erezuma y Joan Carles Monteagudo. Se incorporó al grupo tras el atentado de Sabadell, en el que murieron 6 agentes del Cuerpo Nacional de Policía.
El 29 de mayo de 1991, el comando efectuó el atentado contra la casa-cuartel de Vic, en el que se produjeron 10 muertos (cinco de ellos menores) y 44 heridos.
Tras el atentado, las Fuerzas y Cuerpos de Seguridad del Estado pusieron en marcha un dispositivo destinado a la localización del comando. Las carreteras de acceso a Vich fueron interceptadas por controles policiales, que se sucedían cada 20 km, al tiempo que varios helicópteros sobrevolaban la zona.
Esta investigación culminó con la localización de los tres integrantes del grupo, que se encontraban en un chalet en la localidad de Llissá de Munt, a 42 kilómetros de Vich. La pista que condujo a las Fuerzas de Seguridad hasta el escondite fue el uso que hicieron para escapar de una furgoneta que era propiedad de una colaboradora a quien se seguía la pista.
Cuando los miembros de la Unidad Especial de Intervención de la Guardia Civil intentaron detener a los terroristas, éstos se negaron a entregarse y respondieron con disparos, con lo que se produjo un tiroteo en el que resultaron muertos Erezuma y Monteagudo, y fue detenido Zubieta, que no opuso resistencia, con lo que el comando quedó desarticulado. La declaración de Zubieta ante el juez resultó crucial para el esclarecimiento de los hechos. En el enfrentamiento también resultó herido un guardia civil, que fue alcanzado por un disparo en un brazo, siendo trasladado a un hospital de Granollers.

## Juicios y condenas
El juicio por el atentado de Vich se celebró durante 1993, y el 24 de junio Juan José Zubieta fue condenado por la Audiencia Nacional a 1.311 años de prisión, al considerarle autor de nueve asesinatos consumados y cuarenta y cuatro asesinatos frustrados. Durante su juicio, y ante la pregunta de José Mª Fuster-Fabra, abogado de la acusación de "si no vio a los niños jugar segundos antes de lanzar el vehículo explosivo", Zubieta respondió:

"ése es un hecho que no valoramos porque no es nuestro problema que los guardias civiles utilicen a los niños como escudos humanos"

Según su declaración ante el juez, el día del atentado él y Monteagudo se dirigieron a Vich en un Renault 11, mientras que Erezuma lo hizo con otro vehículo de igual modelo pero ya equipado con los explosivos. Sobre las siete de la tarde, aprovechando que las puertas del patio interior estaban abiertas, dirigieron el coche-bomba hacia el interior de la  casa cuartel, deslizándolo por la rampa de acceso al mismo. Cuando el vehículo se encontraba en el centro del patio, Monteagudo detonó el explosivo por control remoto, provocando la explosión.
Además, su declaración sirvió para la detención en San Juan de Luz de tres personas que le facilitaron la infraestructura cuando huyó de España.
En noviembre de 1994 se celebró el juicio por el secuestro de Adolfo Villoslada, y Zubeldia fue condenado por la Audiencia a otros 22 años de prisión como participante en el secuestro.
Tras pasar por diversas cárceles del país, a finales de 1999 fue destinado al penal de Monterroso, en Lugo, del que fue excarcelado el 20 de noviembre de 2013, tras 22 años en prisión, en virtud de la sentencia del Tribunal Europeo de Derechos Humanos que derogaba la llamada Doctrina Parot.